# عطشانة شرقية
عطشانة شرقية  قرية سوريّة تتبع إداريّاً لمحافظة حلب منطقة جبل سمعان ناحية تل الضمان، بلغ تعداد سكانها 912 نسمة حسب التعداد السكاني لعام 2004.